# William Gannaway Brownlow
Pour les articles homonymes, voir Gannaway et Brownlow.
William Gannaway Brownlow (né le 29 août 1805 dans le comté de Wythe et mort le 29 avril 1877 à Knoxville) est un homme politique américain.
Membre du Parti whig, puis du Parti républicain, il est gouverneur du Tennessee de 1865 à 1869 et sénateur des États-Unis de 1869 à 1875.

## Biographie
William Gannaway « Parson » Brownlow était un éditeur de journaux, ministre méthodiste, écrivain, conférencier et homme politique. Brownlow a pris de l’importance à la fin des années 1830 et au début des années 1840 en tant que rédacteur en chef du Whig, un journal polémique de l’est du Tennessee qui faisait la promotion des idéaux du Parti whig et s’opposait à la sécession dans les années précédant la guerre civile. Les points de vue intransigeants et radicaux de Brownlow ont fait de lui l’une des figures les plus clivantes de l’histoire politique du Tennessee et l’un des politiciens les plus controversés de l’ère de la reconstruction des États-Unis.
Commençant sa carrière en tant que pasteur méthodiste itinérant dans les années 1820, Brownlow fut à la fois censuré et loué par ses supérieurs pour ses débats verbaux irrespectueux avec des missionnaires rivaux de tendance sectaire. Plus tard, en tant qu’éditeur et rédacteur en chef de journaux, il était connu pour ses attaques personnelles incessantes contre ses adversaires religieux et politiques, parfois au point d’être agressé physiquement. Dans le même temps, il fidélisait avec succès une grande base d’abonnés.
Brownlow retourna au Tennessee en 1863 et devint en 1865 gouverneur de guerre avec l’armée de l'Union derrière lui. Il a rejoint les républicains radicaux et a passé une grande partie de son mandat à s’opposer à la politique de son ennemi politique de longue date Andrew Johnson. Sa politique de gouverneur, à la fois autocratique et progressiste, a aidé le Tennessee à devenir le premier ancien État confédéré à être réadmis dans l’Union en 1866, « l’exemptant de la longue reconstruction militaire fédérale infligée à la majeure partie du Sud ».
Brownlow a utilisé le gouvernement de l’État du Tennessee pour émanciper les anciens esclaves afro-américains, leur accorder le droit de vote et pour les qualifier comme candidats à des fonctions publiques aux élections du Tennessee peu après la guerre de Sécession.
Après sa réélection au poste de gouverneur du Tennessee en 1867, Brownlow décida qu’il ne briguerait pas un troisième mandat et chercha plutôt à se faire élire au siège du Sénat américain laissé vacant par David T. Patterson, gendre d’Andrew Johnson. En octobre 1867, la législature de l’État l'élit contre William B. Stokes par 63 voix contre 39. Au moment où il fut assermenté le 4 mars 1869, une maladie nerveuse persistante l’avait considérablement affaibli et le greffier du Sénat dut lire ses discours. Après la fin de son mandat au Sénat en 1875, Brownlow retourna à Knoxville. Son successeur au poste de gouverneur, DeWitt Clinton Senter, avait annulé la plupart de ses initiatives radicales, permettant aux démocrates de reprendre le contrôle du gouvernement de l’État.
Dans la nuit du 28 avril 1877, Brownlow s’effondra chez lui et mourut l’après-midi suivant.

### Source
- (en) Cet article est partiellement ou en totalité issu de l’article de Wikipédia en anglais intitulé « William G. Brownlow » (voir la liste des auteurs).